# Hubert Rassart
Hubert F. Rassart né le 15 novembre 1908 à Seraing et mort à Liège le 26 février 1994, est un homme politique belge. Socialiste et militant wallon, il est député de 1946 à 1947, sénateur de 1947 à 1965.
Il est très tôt en contact avec André Renard dont il habite le même quartier à Seraing et en rapport avec Georges Truffaut et Fernand Dehousse dans le Groupe des Lycéens wallons.
Pendant la Seconde Guerre mondiale, il entre dans la résistance et s'affilie à Wallonie libre. Il  participe au Congrès national wallon de 1945 aux côtés d'un autre Sérésien, Joseph Merlot, qui préside le Congrès. En 1949, il dépose avec Jean Rey une proposition de loi postposant l'adaptation des sièges parlementaires aux chiffres de la population, mesure qui aggraverait la minorité wallonne au Parlement belge.
Il est aux premières loges dans la Question royale notamment comme journaliste à La Wallonie, le quotidien de la FGTB liégeoise, et témoigne ultérieurement des événements qui conduisent au projet de gouvernement wallon séparatiste de fin juillet 1950. Lors de la Grève générale de l'hiver 1960-1961, il établit un parallèle entre les événements de 1950 et ceux de cet hiver dans La Wallonie.
Lors du Congrès du Comité central d'Action wallonne à Namur en 1963, il défend l'idée d'un Pétitionnement wallon et propose aussi l'installation immédiate d'un Gouvernement wallon provisoire. Cette requête sera plus modérément acceptée par l'installation du Collège exécutif de Wallonie où il siège comme représentant du PSB, mais il en démissionne lorsque, en 1964, son parti déclare l'incompatibilité de l'appartenance entre le Parti socialiste et le Mouvement populaire wallon, mouvement porteur du Collège exécutif de Wallonie.